# Podatek kościelny
Podatek kościelny – podatek płacony przez obywatela na wskazany przez niego prawnie zarejestrowany kościół lub związek wyznaniowy. Jest odliczany od wynagrodzenia za pracę i świadczeń niemających charakteru socjalnego razem z podatkiem dochodowym i składkami na ubezpieczenie społeczne, a w przypadku osób fizycznych prowadzących działalność gospodarczą od zysku.
Powstał w wyniku tworzenia się w protestanckich krajach kościołów narodowych, mających stanowić przeciwwagę dla Kościoła katolickiego. W praktyce oznacza redystrybucję środków na utrzymanie budynków sakralnych, wynagrodzenie osób duchownych oraz działalność szkolno-wychowawczą i charytatywną prowadzoną przez kościoły i związki wyznaniowe. W większości państw gdzie obowiązuje, podlega częściowemu odliczeniu od podatku dochodowego.
Wg stanu na połowę roku 2022, podatek taki obowiązywał w Austrii, Danii, Finlandii, Niemczech, Szwecji oraz w większości kantonów Szwajcarii. Ponadto obywatele Hiszpanii, Portugalii, Węgier i Włoch mogli dobrowolnie opodatkować się na rzecz wybranego związku wyznaniowego.